# Pierre-Alexis Pessonneaux
Pierre-Alexis Pessonneaux (Belley, 1987. november 25. –) Európa-bajnok francia atléta, futó.

## Pályafutása
Eddigi pályafutása kimagasló eredményeit kivétel nélkül váltótagként érte el. A 2009-es mediterrán játékokon ezüst-, míg a 2010-es Európa-bajnokságon aranyérmet szerzett a négyszer százas francia váltóval.
Pessoeaunnx részt vett a berlini világbajnokságon is, ahol hazája váltójával döntőbe jutott ugyan, de ott csak nyolcadik lett.

## Egyéni legjobbjai
- 50 méteres síkfutás - 5,83 s (2009)
- 200 méteres síkfutás - 20,84 s (2011)